# Palaraistis
Palaraistis este o arie protejată (arie specială de conservare — SAC, sit de importanță comunitară — SCI) din Lituania întinsă pe o suprafață de 345,01 ha, integral pe uscat.

## Localizare
Centrul sitului Palaraistis este situat la coordonatele 54°57′51″N 24°23′04″E / 54.9643°N 24.3845°E.

## Înființare
Situl Palaraistis a fost declarat sit de importanță comunitară în august 2016 pentru a proteja 1 specie de animale. Situl a fost protejat și ca arie specială de conservare în martie 2021.

## Biodiversitate
Situată în ecoregiunea boreală, aria protejată conține 5 habitate naturale: Taiga vestică, Păduri fino-scandinave bogate în ierburi cu Picea abies, Păduri caducifoliate de mlaștină fino-scandinave, Mlaștini împădurite, Păduri aluvionare cu Alnus glutinosa și Fraxinus excelsior (Alno-Padion, Alnion incanae, Salicion albae).
La baza desemnării sitului se află o specie protejată de  nevertebrate: Boros schneideri.
Pe lângă speciile protejate, pe teritoriul sitului au mai fost identificate 1 specie de păsări, 4 specii de nevertebrate.